# Liste des rues d'Etterbeek
Ci-dessous, la liste complète des rues d'Etterbeek, commune belge située en région bruxelloise,.

## A
- square Jean Absil (Jean Absil)
- place des Acacias (Acacia)
- rue des Aduatiques (Aduatiques)
- avenue de l'Armée (Armée belge)

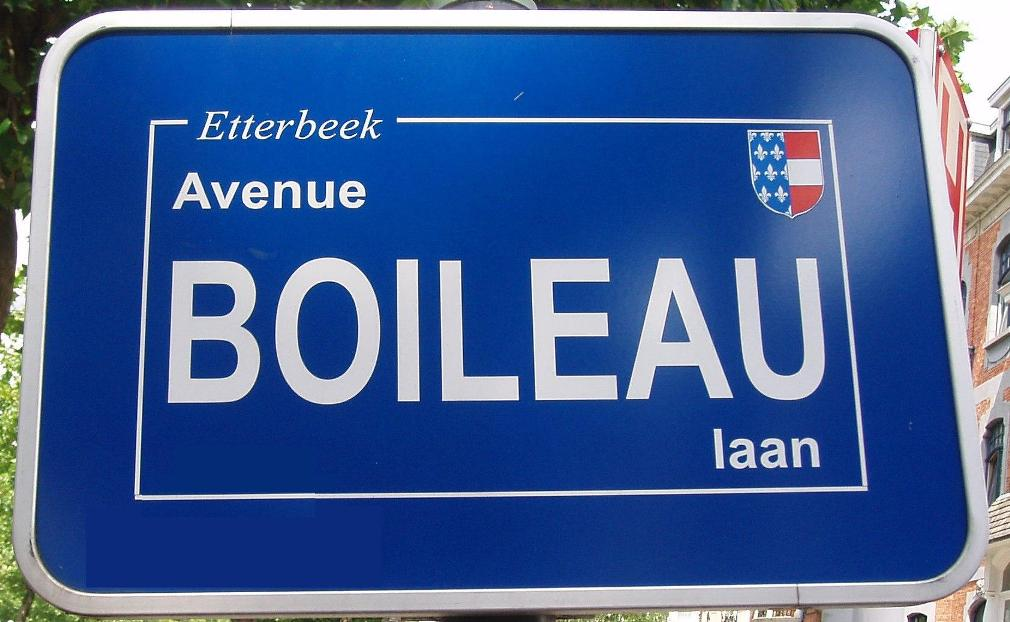
plaque de rue typique aux armoiries d'Etterbeek

- rue des Atrébates (Atrébates) (aussi sur Woluwe-Saint-Pierre)
- avenue d'Auderghem (Auderghem)
- rue Aviateur Thieffry (Edmond Thieffry)

## B
- rue Baron de Castro (Don Diego Enriquez de Castro)
- rue Baron Dhanis (Francis Dhanis)
- rue Baron Lambert (Henri Lambert)
- rue des Bataves (Bataves)
- rue Batonnier Braffort (Louis Braffort) (aussi sur Woluwe-Saint-Lambert)
- rue Philippe Baucq (Philippe Baucq)
- rue Beckers (Famille Beckers)
- rue Belliard (Augustin-Daniel Belliard) (aussi sur Bruxelles-ville)
- rue Peter Benoit (Peter Benoit)
- rue des Boers (Boers)
- avenue Boileau (Nicolas Boileau)
- rue des Bollandistes (Société des Bollandistes)
- rue du Brochet (Brochet) (aussi sur Ixelles)
- rue Bruylants (Bruylants)
- rue Joseph Buedts (Joseph Buedts)

## C
- rue Capitaine Joubert (Léopold-Louis Joubert)
- rue Cardinal Lavigerie (Charles Lavigerie)
- avenue des Casernes (Caserne)
- avenue de la Cavalerie (Cavalerie)
- avenue des Celtes (Celtes)
- rue de Chambéry (Congrégation religieuse de Chambéry)
- rue Champ du Roi (Le sentier dit "Champ du Roi")
- rue des Champs (Champ)
- avenue de la Chasse (Chasse Royale)
- avenue de la Chevalerie (Chevalerie) (aussi Bruxelles-ville)
- rue du Clocher (Clocher)
- rue Colonel Van Gele (Alphonse Van Gele)
- avenue Commandant Lothaire (Hubert Lothaire)
- rue Commandant Ponthier (Pierre Ponthier)
- rue de la Confiance (Confiance)
- rue des Coquelicots (Coquelicot)
- rue du Cornet (Cornet)
- avenue des Cosaques de la Meuse (1er régiment de guides)
- rue des Cultivateurs (Cultivateur)

## D
- place Aimé Dandoy (Aimé Dandoy)
- rue Henri De Braeckeleer
- rue Charles De Buck (ancien Bourgmestre)
- square Jules De Burlet
- rue Léon Defosset (Léon Defosset, ancien Bourgmestre)
- rue de Gerlache
- rue Charles Degroux
- rue de Haerne
- rue de Deken (Constant de Deken)
- rue Léon de Lantsheere
- rue Jean-André Demot
- rue De Theux (aussi sur Ixelles)
- avenue Édouard de Thibault
- avenue Deuxième Régiment de Lanciers
- rue du Docteur Dryepondt
- square Docteur Jean Joly
- rue d'Oultremont
- rue Doyen Boone
- rue de la Duchesse (aussi sur Woluwe-Saint-Pierre)

## E
- rue de l'Égalité
- rue des Érables
- rue de l'Escadron
- rue de l'Étang
- clos des Étangs
- chaussée d'Etterbeek (aussi sur Bruxelles-ville)

## F
- rue Fétis (François-Joseph Fétis)
- avenue de la Force Aérienne
- rue Fort de Boncelles
- square Forte dei Marmi
- rue des Francs
- rue Froissart
- avenue du Front

## G
- avenue Alexandre Galopin (Alexandre Galopin)
- rue de la Gare
- avenue des Gaulois
- rue Antoine Gautier
- avenue Général Bernheim (Louis Bernheim)
- rue Général Capiaumont (Alexis Adolphe Capiaumont)
- rue Général Fivé
- rue Général Henry (Josué Henry de la Lindi)
- boulevard Général Jacques, aussi sur Ixelles (Alphonse Jacques de Dixmude)
- rue Général Leman (Gérard Leman)
- rue Général Molitor (Philippe Molitor)[3]
- rue Général Tombeur (Charles Tombeur de Tabora)
- rue Général Wangermée (Émile Wangermée)
- rue Gérard (Georges-Joseph Gérard)
- avenue Eugène Godaux, ancien bourgmestre d'Etterbeek
- rue du Grand Duc
- rue de la Grande Haie
- rue Gray, aussi sur Ixelles

## H
- avenue Hansen-Soulie
- rue Félix Hap
- rue Pierre Hap-Lemaître (ancien Bourgmestre)
- rue Louis Hap (ancien Bourgmestre)
- rue Ernest Havaux

## J
- avenue Victor Jacobs
- rue de la Jonchaie
- rue Jonniaux
- avenue Camille Joset
- Cité Jouët-Rey
- cité Jourdan
- place Jourdan

## L
- avenue Édouard Lacomblé (aussi sur Woluwe-Saint-Pierre) (ancien Bourgmestre)
- rue Charles Legrelle
- avenue Le Marinel (Paul Le Marinel)
- square de Léopoldville
- rue Lieutenant Jérôme Becker (Jérôme Becker)
- rue Lieutenant Lippens (Joseph Lippens)
- rue de Linthout (aussi sur Schaerbeek et Woluwe-Saint-Lambert)

## M
- avenue du Maelbeek (aussi sur Bruxelles-ville)
- rue Major Petillon
- avenue Jules Malou (Jules Malou)
- rue Alex Marcette
- rue Jean Massart
- rue des Ménapiens
- avenue Edmond Mesens (Edmond Mesens, ancien Bourgmestre)
- rue Albert Meurice
- rue des Moissonneurs
- rue Mont du Chêne
- Mont du Cinquantenaire
- rue des Morins

## N
- avenue des Nerviens
- rue Nothomb
- avenue Nouvelle

## O
- avenue du Onze Novembre
- rue de l'Orient
- rue de l'Orme (aussi sur Schaerbeek)

## P
- rue des Perdrix
- rue Père De Deken (Constant de Deken)
- rue Père Eudore Devroye (aussi sur Woluwe-Saint-Pierre) (Eudore Devroye)
- rue des Pères Blancs
- rue de Pervyse
- rue René Piret (ancien Bourgmestre)
- avenue Eudore Pirmez (Eudore Pirmez)
- rue des Platanes
- avenue Nestor Plissart (aussi sur Woluwe-Saint-Pierre) (Nestor Plissart, ancien Bourgmestre)
- passage des Policiers
- rue Posschier
- impasse du Pré
- avenue du Préau
- square Princesse Jean de Merode

## Q
- place du Quatre Août[4]

## R
- rue de Ramskapelle
- rue du Reigersvliet
- place du Rindsdelle
- place du Roi Vainqueur
- promenade Hippolyte Rolin
- place Rolin
- rue du Ruanda

## S
- place Saint-Antoine
- boulevard Saint-Michel (aussi sur Woluwe-Saint-Pierre)
- chaussée Saint-Pierre
- place Saint-Pierre
- rue Sainte-Gertrude
- rue Léon Scampart
- boulevard Louis Schmidt (Louis Schmidt, ancien Bourgmestre)
- rue Paul Segers
- rue des Sicambres
- rue Sneessens

## T
- rue des Taxandres
- rue Félix Terlinden
- rue de Tervaete
- avenue de Tervueren (aussi sur Woluwe-Saint-Pierre et Auderghem)
- porte de Tervueren
- rue Louis Titz
- rue des Tongres
- rue de la Tourelle
- rue des Trévires

## V
- avenue Joseph Vandersmissen (aussi sur Woluwe-Saint-Pierre)(ancien Bourgmestre)
- place Van Meyel
- rue du Vindictive
- avenue des Volontaires (aussi sur Woluwe-Saint-Pierre et Auderghem)

## W
- chaussée de Wavre (aussi sur Ixelles et Auderghem)
- square Charles-Maurice Wiser

## Y
- avenue de l'Yser

| Sommaire : | - Haut - A - B - C - D - E - F - G - H - J - L - M - N - O - P - Q - R - S - T - V - W - Y |